# Juan Bautista Topete

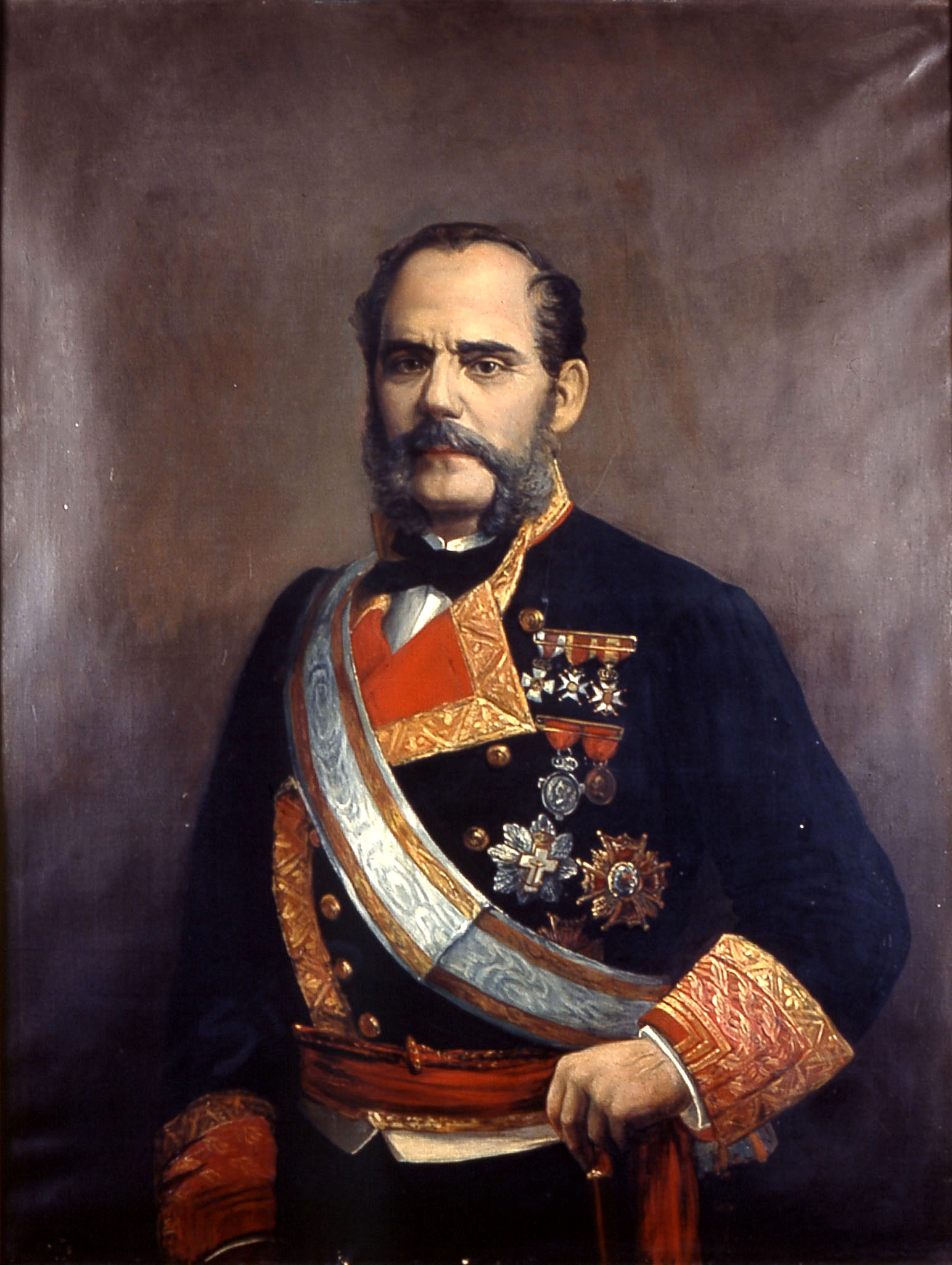
Juan Bautista Topete

Juan Bautista Topete y Carballo (* 24. Mai 1821 in Tlacotalpa, Yucatán; † 31. Oktober 1885 in Madrid) war ein spanischer Admiral und Politiker.
Topete y Carballo trat 1835 in die Marine ein. Er befehligte 1860 im Kriege gegen Marokko die spanische Flotte, zeichnete sich dann in dem Krieg gegen Peru aus, wurde 1867 Konteradmiral und Hafenkapitän von Cádiz und löste zusammen mit den Generälen Juan Prim und Francisco Serrano die Revolution von September 1868 aus, durch die die kontroverse Königin Isabella II. abgesetzt wurde.
Auf seinem Schiff Zaragoza wurde die Flagge der Empörung zuerst gehisst. Er wurde als Marineminister Mitglied in Serranos provisorischer Regierung vom 8. Oktober 1868. Er geriet jedoch als Unterstützer der Thronkandidatur des Herzogs von Montpensier wiederholt mit General Prim in Streit, der diesen als Vertreter der Progressisten gänzlich ablehnte und 1869 nach erfolgreicher Wahl die Regierung übernommen hatte. Nach Prims Tod 1870 – wenige Tage zuvor hatte er mit Amadeus I. einen neuen König gefunden – führte Topete für wenige Tage das Präsidium des Kabinetts.
1871–72 war Topete Minister der Kolonien, im Juni 1872 wieder wenige Tage und vom 4. Januar bis 13. Mai 1874 Marineminister. Danach zog er sich in das Privatleben zurück.
| Vorgänger | Amt                                  | Nachfolger                  |
| --------- | ------------------------------------ | --------------------------- |
| Juan Prim | Ministerpräsident Spaniens 1870–1871 | Francisco Serrano Domínguez |

Dieser Artikel basiert auf einem gemeinfreien Text aus Meyers Konversations-Lexikon, 4. Auflage von 1888 bis 1890.
| Personendaten    | Personendaten                    |
| ---------------- | -------------------------------- |
| NAME             | Topete, Juan Bautista            |
| ALTERNATIVNAMEN  | Topete y Carballo, Juan Bautista |
| KURZBESCHREIBUNG | spanischer Admiral und Politiker |
| GEBURTSDATUM     | 24. Mai 1821                     |
| GEBURTSORT       | Tlacotalpa, Yucatán, Mexiko      |
| STERBEDATUM      | 31. Oktober 1885                 |
| STERBEORT        | Madrid, Spanien                  |